# British Academy Film Awards 2017

Die Royal Albert Hall, Ort der Veranstaltung in London.

Die 70. Verleihung der British Academy Film Awards fand am 12. Februar 2017 in der Royal Albert Hall in London statt, um die besten Filme des Filmjahrs 2016 zu ehren. Die Filmpreise der British Academy of Film and Television Arts (BAFTA) wurden wie üblich in 23 Kategorien verliehen, hinzu kamen ein Publikumspreis und zwei Ehrenpreise. Gastgeber der Veranstaltung war wiederum der britische Schauspieler und Moderator Stephen Fry, der diese Funktion damit zum zwölften Mal übernahm.
Die Nominierungen wurden am 10. Januar 2017 bekanntgegeben. Am häufigsten für den BAFTA Award nominiert wurde Damien Chazelles Musical La La Land (11 Nominierungen), gefolgt von Denis Villeneuves Science-Fiction-Film Arrival und Tom Fords Thriller-Drama Nocturnal Animals (je 9 Nominierungen). Erfolgreichster Film der Preisverleihung wurde La La Land, der für fünf seiner Nominierungen ausgezeichnet wurde (Film, Regie, Hauptdarstellerin, Kamera, Filmmusik).
| Film                                              | N  | A |
| ------------------------------------------------- | -- | - |
| La La Land                                        | 11 | 5 |
| Arrival                                           | 9  | 1 |
| Nocturnal Animals                                 | 9  | 0 |
| Manchester by the Sea                             | 6  | 2 |
| Hacksaw Ridge – Die Entscheidung                  | 5  | 1 |
| Ich, Daniel Blake                                 | 5  | 1 |
| Lion – Der lange Weg nach Hause                   | 5  | 2 |
| Phantastische Tierwesen und wo sie zu finden sind | 5  | 1 |
| Florence Foster Jenkins                           | 4  | 1 |
| Moonlight                                         | 4  | 0 |
| Doctor Strange                                    | 3  | 0 |
| Hell or High Water                                | 3  | 0 |
| Jackie: Die First Lady                            | 3  | 1 |
| Im Dunkeln sehen – Notizen eines Blinden          | 3  | 0 |
| Rogue One: A Star Wars Story                      | 2  | 0 |
| Under the Shadow                                  | 2  | 1 |

## Preisträger und Nominierungen

### Bester Film
La La Land – Fred Berger, Jordan Horowitz, Marc Platt
Arrival – Shawn Levy, Dan Levine, Aaron Ryder, David Linde
Ich, Daniel Blake (I, Daniel Blake) – Rebecca O’Brien
Manchester by the Sea – Matt Damon, Kimberly Steward, Chris Moore, Lauren Beck, Kevin J. Walsh
Moonlight – Adele Romanski, Dede Gardner, Jeremy Kleiner

### Bester britischer Film
Ich, Daniel Blake (I, Daniel Blake) – Ken Loach, Rebecca O’Brien, Paul Laverty
American Honey – Andrea Arnold, Lars Knudsen, Pouya Shahbazian, Jay Van Hoy 1
Im Dunkeln sehen – Notizen eines Blinden (Notes on Blindness) – Pete Middleton, James Spinney, Mike Brett, Jo-Jo Ellison, Steve Jamison
Phantastische Tierwesen und wo sie zu finden sind – David Yates, J.K. Rowling, David Heyman, Steve Kloves, Lionel Wigram
Under the Shadow (Zir-e Sayeh) – Babak Anvari, Emily Leo, Oliver Roskill, Lucan Toh
Verleugnung (Denial) – Mick Jackson, Gary Foster, Russ Krasnoff, David Hare

### Beste Regie
Damien Chazelle – La La Land
Ken Loach – Ich, Daniel Blake (I, Daniel Blake)
Kenneth Lonergan – Manchester by the Sea
Tom Ford – Nocturnal Animals
Denis Villeneuve – Arrival

### Bester Hauptdarsteller
Casey Affleck – Manchester by the Sea
Andrew Garfield – Hacksaw Ridge – Die Entscheidung (Hacksaw Ridge)
Ryan Gosling – La La Land
Jake Gyllenhaal – Nocturnal Animals
Viggo Mortensen – Captain Fantastic – Einmal Wildnis und zurück (Captain Fantastic)

### Beste Hauptdarstellerin
Emma Stone – La La Land
Amy Adams – Arrival
Emily Blunt – Girl on the Train (The Girl on the Train)
Natalie Portman – Jackie: Die First Lady (Jackie)
Meryl Streep – Florence Foster Jenkins

### Bester Nebendarsteller
Dev Patel – Lion – Der lange Weg nach Hause (Lion)
Mahershala Ali – Moonlight
Jeff Bridges – Hell or High Water
Hugh Grant – Florence Foster Jenkins
Aaron Taylor-Johnson – Nocturnal Animals

### Beste Nebendarstellerin
Viola Davis – Fences
Naomie Harris – Moonlight
Nicole Kidman – Lion – Der lange Weg nach Hause (Lion)
Hayley Squires – Ich, Daniel Blake (I, Daniel Blake)
Michelle Williams – Manchester by the Sea

### Bestes adaptiertes Drehbuch
Luke Davies – Lion – Der lange Weg nach Hause (Lion)
Tom Ford – Nocturnal Animals
Eric Heisserer – Arrival
Andrew Knight, Robert Schenkkan – Hacksaw Ridge – Die Entscheidung (Hacksaw Ridge)
Theodore Melfi, Allison Schroeder – Hidden Figures – Unerkannte Heldinnen (Hidden Figures)

### Bestes Originaldrehbuch
Kenneth Lonergan – Manchester by the Sea
Damien Chazelle – La La Land
Barry Jenkins – Moonlight
Paul Laverty – Ich, Daniel Blake (I, Daniel Blake)
Taylor Sheridan – Hell or High Water

### Beste Kamera
Linus Sandgren – La La Land
Greig Fraser – Lion – Der lange Weg nach Hause (Lion)
Seamus McGarvey – Nocturnal Animals
Giles Nuttgens – Hell or High Water
Bradford Young – Arrival

### Bestes Szenenbild
Stuart Craig, Anna Pinnock – Phantastische Tierwesen und wo sie zu finden sind (Fantastic Beasts and Where to Find Them)
John Bush, Charles Wood – Doctor Strange
Meg Everist, Shane Valentino – Nocturnal Animals
Jess Gonchor, Nancy Haigh – Hail, Caesar!
Sandy Reynolds-Wasco, David Wasco – La La Land

### Bestes Kostümdesign
Madeline Fontaine – Jackie: Die First Lady (Jackie)
Colleen Atwood – Phantastische Tierwesen und wo sie zu finden sind (Fantastic Beasts and Where to Find Them)
Consolata Boyle – Florence Foster Jenkins
Joanna Johnston – Allied – Vertraute Fremde (Allied)
Mary Zophres – La La Land

### Beste Maske(Best Make-up and Hair)
J. Roy Helland, Daniel Phillips – Florence Foster Jenkins
Amanda Knight, Neal Scanlan, Lisa Tomblin – Rogue One: A Star Wars Story
Donald Mowat, Yolanda Toussieng – Nocturnal Animals
Shane Thomas – Hacksaw Ridge – Die Entscheidung (Hacksaw Ridge)
Jeremy Woodhead – Doctor Strange

### Beste Filmmusik
Justin Hurwitz – La La Land
Volker Bertelmann, Dustin O’Halloran – Lion – Der lange Weg nach Hause (Lion)
Jóhann Jóhannsson – Arrival
Abel Korzeniowski – Nocturnal Animals
Mica Levi – Jackie: Die First Lady (Jackie)

### Bester Schnitt
John Gilbert – Hacksaw Ridge – Die Entscheidung (Hacksaw Ridge)
Tom Cross – La La Land
Jennifer Lame – Manchester by the Sea
Joan Sobel – Nocturnal Animals
Joe Walker – Arrival

### Bester Ton
Sylvain Bellemare, Claude La Haye, Bernard Gariépy Strobl – Arrival
Niv Adiri, Glenn Freemantle, Simon Hayes, Andy Nelson, Ian Tapp – Phantastische Tierwesen und wo sie zu finden sind
Peter Grace, Robert Mackenzie, Kevin O’Connell, Andy Wright – Hacksaw Ridge – Die Entscheidung (Hacksaw Ridge)
Mildred Iatrou Morgan, Ai-Ling Lee, Steven A. Morrow, Andy Nelson – La La Land
Dror Mohar, Mike Prestwood Smith, Wylie Stateman, Renée Tondelli, David Wyman – Deepwater Horizon

### Beste visuelle Effekte
Andrew R. Jones, Robert Legato, Dan Lemmon, Adam Valdez – The Jungle Book
Richard Bluff, Stéphane Ceretti, Paul Corbould, Jonathan Fawkner – Doctor Strange
Tim Burke, Pablo Grillo, Christian Manz, David Watkins – Phantastische Tierwesen und wo sie zu finden sind (Fantastic Beasts and Where to Find Them)
Neil Corbould, Hal T. Hickel, John Knoll, Mohen Leo, Nigel Sumner – Rogue One: A Star Wars Story
Louis Morin – Arrival

### Bester Animationsfilm
Kubo – Der tapfere Samurai (Kubo and the two Strings) – Travis Knight
Findet Dorie (Finding Dory) – Andrew Stanton
Vaiana (Moana) – Ron Clements, John Musker
Zoomania (Zootopia) – Byron Howard, Rich Moore

### Bester britischer animierter Kurzfilm
A Love Story – Khaled Gad, Anushka Kishani Naanayakkara, Elena Ruscombe-King
The Alan Dimension – Jac Clinch, Jonathan Harbottle, Millie Marsh
Tough – Jennifer Zheng

### Bester britischer Kurzfilm
Home – Shpat Deda, Afolabi Kuti, Daniel Mulloy, Scott O’Donnell
Consumed – Richard John Seymour
Mouth of Hell – Bart Gavigan, Samir Mehanović, Ailie Smith, Michael Wilson
The Party – Farah Abushwesha, Emmet Fleming, Andrea Harkin, Conor MacNeill
Standby – Jack Hannon, Charlotte Regan

### Bester Dokumentarfilm
Der 13. (13th) – Ava DuVernay, Spencer Averick, Howard Barish
The Beatles: Eight Days a Week – The Touring Years – Ron Howard, Brian Grazer, Scott Pascucci, Nigel Sinclair
The Eagle Huntress – Otto Bell, Stacey Reiss
Im Dunkeln sehen – Notizen eines Blinden (Notes on Blindness) – Peter Middleton, James Spinney
Weiner – Josh Kriegman, Elyse Steinberg

### Bester fremdsprachiger Film
Son of Saul, Ungarn – László Nemes Jeles, Gábor Sipos
Dämonen und Wunder (Dheepan), Frankreich – Jacques Audiard, Pascal Caucheteux
Julieta, Spanien – Pedro Almodóvar, Agustín Almodóvar
Mustang, Türkei, Deutschland, Frankreich, Katar – Deniz Gamze Ergüven, Charles Gillibert
Toni Erdmann, Deutschland, Österreich – Maren Ade, Janine Jackowski

### Bestes Debüt eines britischen Drehbuchautors, Regisseurs oder Produzenten
Babak Anvari (Autor, Regisseur); Emily Leo, Oliver Roskill, Lucan Toh (Produzenten) – Under the Shadow
Mike Carey (Autor); Camille Gatin (Produzentin) – The Girl with All the Gifts
George Amponsah (Autor, Regisseur, Produzent); Dione Walker (Autorin, Produzentin) – The Hard Stop
Pete Middleton (Autor, Regisseur, Produzent); Jo-Jo Ellison (Produzentin) – Im Dunkeln sehen – Notizen eines Blinden (Notes on Blindness)
John Donnelly (Autor); Ben Williams (Regisseur) – The Pass

## Publikumspreis

### Beste darstellerische Nachwuchsleistung(EE Rising Star Award)
Der EE Rising Star Award ist ein Publikumspreis. Die Nominierungen wurden am 5. Januar 2017 bekanntgegeben. Der Preisträger wurde durch eine telefonische Abstimmung ermittelt.
Tom Holland
Laia Costa
Lucas Hedges
Ruth Negga
Anya Taylor-Joy

## Ehrenpreise

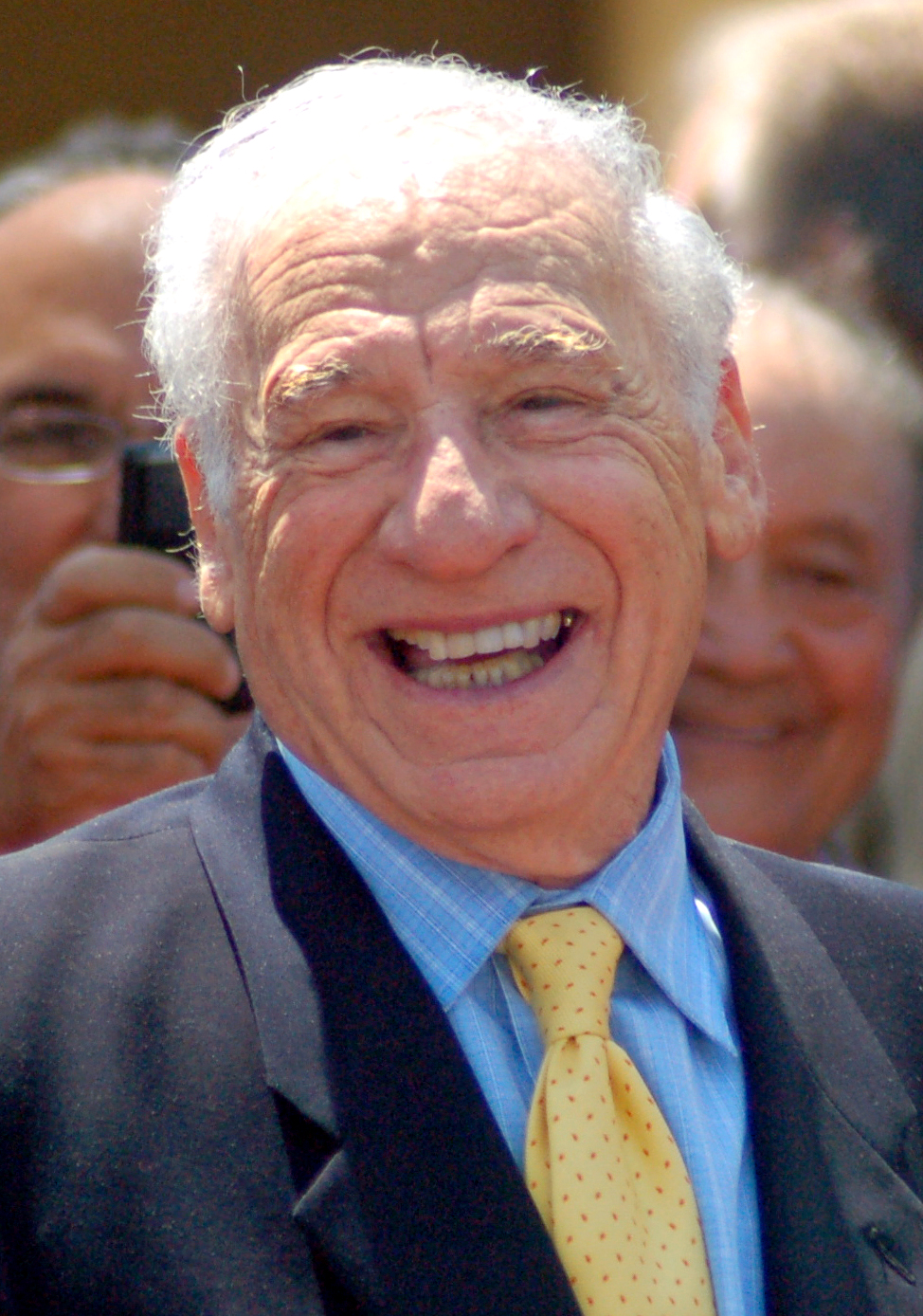
Mel Brooks, Academy Fellow von 2017

### Academy Fellowship
- Mel Brooks – US-amerikanischer Regisseur, Schauspieler, Drehbuchautor und Produzent

### Herausragender britischer Beitrag zum Kino
(Outstanding British Contribution to Cinema)
- Curzon – britische Kinokette und Filmverleih